# Alejandro Casona
Alejandro Casona, pseudonimo di Alejandro Rodríguez Álvarez (Besullo, 23 marzo 1903 – Madrid, 17 settembre 1965), è stato uno scrittore spagnolo.
Membro della generazione del '27, dopo la guerra civile spagnola si trasferì in Argentina, potendo tornare in Spagna solo nel 1962.

## Opere

### Raccolte
- Obras completas de Alejandro Casona, Madrid, Aguilar, 1969.
- Teatro selecto, Madrid, Escelicer, 1972.

### Drammi
- El crimen de Lord Arturo, Zaragoza, 1929.
- La sirena varada, Madrid, 1934.
- El misterio de María Celeste, Valencia, 1935.
- Otra vez el diablo, Madrid, 1935.
- El mancebo que casó con mujer brava, Madrid, 1935.
- Nuestra Natacha, Madrid, 1936.
- Prohibido suicidarse en primavera, México, 1937.
- Romance en tres noches, Caracas, 1938.
- Sinfonía inacabada, Montevideo, 1940.
- Pinocho y la Infantina Blancaflor, Buenos Aires, 1940.
- Las Tres perfectas casadas, Buenos Aires, 1941.
- La dama del alba, Buenos Aires, 1944.
- La barca sin pescador, Buenos Aires, 1945.
- La molinera de Arcos, Buenos Aires, 1947.
- Sancho Panza en la Ínsula, Buenos Aires, 1947.
- Los árboles mueren de pie, Buenos Aires, 1949.
- La llave en el desván, Buenos Aires, 1951.
- A Belén pastores, Montevideo, 1951.
- Siete gritos en el mar, Buenos Aires, 1952.
- La tercera palabra, Buenos Aires, 1953.
- Corona de amor y muerte, Buenos Aires, 1955.
- La casa de los siete balcones, Buenos Aires, 1957.
- Carta de una desconocida, Porto Alegre, 1957.
- Tres diamantes y una mujer, Buenos Aires, 1961.
- Carta de amor de una monja portuguesa, Buenos Aires, 1962.
- El caballero de las espuelas de oro, Puertollano, 1962.
- Don Rodrigo, libretto per l'opera di Alberto Ginastera.

### Sceneggiature
- Veinte años y una noche, 1941. Estudios Filmadores Argentinos.
- En el viejo Buenos Aires, 1941.
- La maestrita de los obreros, 1941. Estudios Filmadores Argentinos.
- Concierto de almas, 1942. Estudios San Miguel.
- Su primer baile, 1942. Estudios Filmadores Argentinos.
- Cuando florezca el naranjo, 1942. Estudios San Miguel.
- Ceniza al viento, 1942. Estudios Baires.
- Casa de muñecas, 1943. Estudios San Miguel.
- Nuestra Natacha, 1936 (Spanish version), 1943 (Brazilian Version) y 1944 (Estudios San Miguel).
- El misterio de María Celeste, 1944. Estudios Sonofilm.
- La pródiga, 1945. Estudios San Miguel.
- Le fruit mordu, 1945. Estudios Andes Films.
- Milagro de amor, 1946. Estudios San Miguel.
- El abuelo, 1946. Estudios San Miguel.
- El que recibe las bofetadas, 1947. Producciones Ática.
- El extraño caso de la mujer asesinada, 1949. Estudios San Miguel.
- La barca sin pescador, 1950 (Argentinian version, Producciones Enelco) y 1964 (Spanish Version)
- Romance en tres noches, 1950. Producciones Bedoya.
- Los árboles mueren de pie, 1951. Estudios San Miguel.
- Si muero antes de despertar, 1951. Estudios San Miguel.
- Don't Ever Open That Door (1952). Estudios San Miguel.
- Un ángel sin pudor, 1953. Estudios Andes Films.
- Siete gritos en el mar, 1954. General Belgrano.

### Produzioni
- Retablo jovial, piezas breves escritas para el Teatro ambulante, Mérida, 1967.
- Farsa y justicia del corregidor, Valencia, 1970.
- Marie Curie, written in collaborazione con Francisco Madrid; la Habana, 1940.
- El anzuelo de Fenisa, di Lope de Vega, Buenos Aires, 1957.
- El burlador de Sevilla, di Tirso de Molina, Buenos Aires, 1961.
- Peribañez y el Comendador de Ocaña, di Lope de Vega, Buenos Aires, 1962.
- La Celestina, of Rojas, Granada, 1965.
- El sueño de una noche de verano Buenos Aires, 1962.
- Ricardo III, (Spanish translation of Richard III) by Shakespeare.
- Fuenteovejuna, di Lope de Vega.
- El amor de los cuatro coroneles.

### Poesia
- La empresa del Ave María, historical romance, 1920.
- El peregrino de la barba florida, book of poems, 1926.
- La flauta del sapo, book of poems, 1930.

### Saggi
- El diablo en la literatura y en el arte, thesis, 1926.
- El Diablo. Su valor literario principalmente en España.
- Vida de Francisco Pizarro, biographical.
- Las mujeres de Lope de Vega, vida y teatro.

### Romanzi
- Flor de leyendas, National Literature Award, 1932.

### Teatro per bambini
- El lindo don Gato, ¡A Belén, pastores!.
- Tres farsas infantiles.